# Taça Maria Quitéria
Taça Maria Quitéria foi um torneio de futebol de caráter amistoso, realizado no Brasil entre os anos de 1996 e 1998, que envolvia clubes profissionais da primeira divisão do futebol nacional. O torneio, realizado em homenagem à Maria Quitéria, (considerada uma heroína da independência do Brasil), era uma forma de manter os clubes ativos no período intermediário entre o Campeonato Estadual e o Campeonato Nacional, numa época em que havia um espaço maior entre ambos, e por isso era mais fácil realizar torneios deste tipo.
A Taça Maria Quitéria foi transmitida pelo SBT e disputada todos os anos na cidade de Salvador. Em cada ano, eram convidadas quatro equipes, que disputaram em sistema de mata-mata, sendo que os vencedores de cada partida decidiam o título.

## Campeões
| Edição | Campeão   | Vice-campeão |
| ------ | --------- | ------------ |
| 1996   | Vitória   | Coritiba     |
| 1997   | Palmeiras | Flamengo     |
| 1998   | Bahia     | Corinthians  |

### Títulos por Equipe
| Equipe      | Títulos  | Vices    |
| ----------- | -------- | -------- |
| Vitória     | 1 (1996) | 0        |
| Palmeiras   | 1 (1997) | 0        |
| Bahia       | 1 (1998) | 0        |
| Coritiba    | 0        | 1 (1996) |
| Flamengo    | 0        | 1 (1997) |
| Corinthians | 0        | 1 (1998) |

## Edição de 1996

### Participantes
- Bahia (Salvador)
- Coritiba (Curitiba)
- Internacional (Porto Alegre)
- Vitória (Salvador)

### Tabela

#### Semifinais
|          | Placar |               |
| -------- | ------ | ------------- |
| Coritiba | 1-0    | Bahia         |
| Vitória  | 1-0    | Internacional |

#### Final
|         | Placar    |          |
| ------- | --------- | -------- |
| Vitória | 1 (3-2) 1 | Coritiba |

| Taça Maria Quitéria 1996 |
| ------------------------ |
| VITÓRIA Campeão          |

## Edição de 1997

### Participantes
- Bahia (Salvador)
- Flamengo (Rio de Janeiro)
- Palmeiras (São Paulo)
- Vitória (Salvador)

### Tabela

#### Semifinais
|         | Placar    |           |
| ------- | --------- | --------- |
| Vitória | 0-5       | Flamengo  |
| Bahia   | 2 (3-5) 2 | Palmeiras |

#### Final
|          | Placar    |           |
| -------- | --------- | --------- |
| Flamengo | 0 (3-4) 0 | Palmeiras |

| Taça Maria Quitéria 1997 |
| ------------------------ |
| PALMEIRAS Campeão        |

## Edição de 1998

### Participantes
- Bahia (Salvador)
- Corinthians (São Paulo)
- Palmeiras (São Paulo)
- Vitória (Salvador)

### Tabela

#### Primeira Fase
| 15 de julho de 1998 | Bahia  | 2 – 0 | Vitória | Fonte Nova, Salvador - BA |
|                     | Uéslei |       |         |                           |

| 16 de julho de 1998 | Corinthians | 1 – 1 | Palmeiras   | Fonte Nova, Salvador - BA |
|                     | Mirandinha  |       | Paulo Nunes |                           |

|  |       | Penalidades |
|  | 4 – 3 |             |

#### Final[3]
| 18 de julho de 1998 | Bahia                                   | 3 – 2 | Corinthians                  | Fonte Nova, Salvador - BA |
|                     | Marquinhos 7' · Sílvio 43' · Uéslei 65' |       | Edílson 58' · Ricardinho 89' |                           |

| Taça Maria Quitéria 1998 |
| ------------------------ |
| BAHIA Campeão            |